# Chrysler 300 (series con letra)
Los Chrysler 300 (series con letra) (en inglés: Chrysler 300 "letter series") son automóviles de lujo personales de alto rendimiento, construidos por Chrysler en los Estados Unidos entre 1955 y 1970. Después del año inicial, en el que se denominó al modelo C-300 por su motor V8 estándar de 300 HP (223,7 kW), en 1956 los coches fueron denominados 300B. Los modelos de años sucesivos recibieron la siguiente letra del alfabeto como sufijo (omitiendo la "i"), alcanzando la denominación 300L en 1965, tras lo que se interrumpió la secuencia.
Los Chrysler 300 de las "series con letra" figuraban entre los vehículos centrados en el rendimiento producidos por fabricantes estadounidenses después de Segunda Guerra Mundial y, por lo tanto, pueden considerarse antepasados de los muscle car, aunque de tamaño completo y más caros.
Mucho después, el fabricante de automóviles norteamericano comenzó a emplear de nuevo la denominación 300 para sus sedanes de alto rendimiento y lujo. Así, la placa de identificación 300M se ha utilizado entre 1999 y 2004, expandiendo la serie al incorporar un nuevo 300C con motor V8, el modelo superior de la línea Chrysler 300C que se lanzó como un nuevo automóvil de tracción trasera en 2004 para el año 2005. A diferencia de la primera de las "series con letra", las variantes sucesivas no cuentan con motores estándar que produzcan al menos 300 hp (224 kW), a excepción de los actuales modelos 300C de la gama alta de Chrysler.

## Producción
| 1955 (C-) | 1725 |
| 1956 (B)  | 1102 |
| 1957 (C)  | 2402 |
| 1958 (D)  | 809  |

| 1959 (E) | 647  |
| 1960 (F) | 1217 |
| 1961 (G) | 1617 |
| 1962 (H) | 570  |

| 1963 (J)     | 400  |
| 1964 (K)     | 3647 |
| 1965 (L)     | 2845 |
| 1970 (Hurst) | 501  |

## Series
| Chrysler C-300               | Chrysler C-300                     | Chrysler C-300                     |
| ---------------------------- | ---------------------------------- | ---------------------------------- |
| 1955 Chrysler C-300          |                                    |                                    |
| Datos generales              |                                    |                                    |
| Fabricante                   | Stellantis North America           | Stellantis North America           |
| Período                      | - 1955 - 1725 producidos           | - 1955 - 1725 producidos           |
| Configuración                |                                    |                                    |
| Tipo                         | Muscle car                         | Muscle car                         |
| Carrocerías                  | 2-puertas hardtop                  | 2-puertas hardtop                  |
| Dimensiones                  |                                    |                                    |
| Longitud                     | 5557,5 mm                          | 5557,5 mm                          |
| Anchura                      | 2009,1 mm                          | 2009,1 mm                          |
| Distancia entre ejes         | 3200,4 mm                          | 3200,4 mm                          |
| Planta motriz                |                                    |                                    |
| Motor                        | 331 plg³ (5,4 litros) FirePower V8 | 331 plg³ (5,4 litros) FirePower V8 |
| Mecánica                     |                                    |                                    |
| Transmisión                  | 2-marchas PowerFlite automática    | 2-marchas PowerFlite automática    |
| Otros modelos                |                                    |                                    |
| Predecesor                   | Chrysler Windsor                   | Chrysler Windsor                   |
| Sucesor                      | Chrysler 300 non-letter series     | Chrysler 300 non-letter series     |
| [ editar datos en Wikidata ] |                                    |                                    |

| Chrysler 300B                | Chrysler 300B                                                                                         | Chrysler 300B                                                                                         |
| ---------------------------- | --- | --- |
| 1956 Chrysler 300B           | | |
| Datos generales              | | |
| Fabricante                   | Stellantis North America                                                                              | Stellantis North America                                                                              |
| Período                      | - 1956 - 1102 producidos                                                                              | - 1956 - 1102 producidos                                                                              |
| Configuración                | | |
| Carrocerías                  | 2-puertas hardtop                                                                                     | 2-puertas hardtop                                                                                     |
| Dimensiones                  | | |
| Longitud                     | 5557,5 mm                                                                                             | 5557,5 mm                                                                                             |
| Anchura                      | 2009,1 mm                                                                                             | 2009,1 mm                                                                                             |
| Distancia entre ejes         | 3200,4 mm                                                                                             | 3200,4 mm                                                                                             |
| Planta motriz                | | |
| Motor                        | - 354 plg³ (5,8 litros) FirePower V8 (340 hp) - 354 plg³ (5,8 litros) FirePower V8 (355 hp, opcional) | - 354 plg³ (5,8 litros) FirePower V8 (340 hp) - 354 plg³ (5,8 litros) FirePower V8 (355 hp, opcional) |
| Mecánica                     | | |
| Transmisión                  | - 2-marchas PowerFlite automática - 3-marchas manual                                                  | - 2-marchas PowerFlite automática - 3-marchas manual                                                  |
| Otros modelos                | | |
| Relacionado                  | DeSoto Adventurer DeSoto Fireflite                                                                    | DeSoto Adventurer DeSoto Fireflite                                                                    |
| Predecesor                   | Chrysler Windsor                                                                                      | Chrysler Windsor                                                                                      |
| Sucesor                      | Chrysler 300 non-letter series                                                                        | Chrysler 300 non-letter series                                                                        |
| [ editar datos en Wikidata ] | | |

| Chrysler 300C                | Chrysler 300C                               | Chrysler 300C                               |
| ---------------------------- | ------------------------------------------- | ------------------------------------------- |
| 1957 Chrysler 300C           |                                             |                                             |
| Datos generales              |                                             |                                             |
| Fabricante                   | Stellantis North America                    | Stellantis North America                    |
| Período                      | - 1957 - 2402 producidos                    | - 1957 - 2402 producidos                    |
| Configuración                |                                             |                                             |
| Carrocerías                  | - 2-puertas hardtop - 2-puertas convertible | - 2-puertas hardtop - 2-puertas convertible |
| Dimensiones                  |                                             |                                             |
| Longitud                     | 5567,7 mm                                   | 5567,7 mm                                   |
| Anchura                      | 2001,5 mm                                   | 2001,5 mm                                   |
| Distancia entre ejes         | 3200,4 mm                                   | 3200,4 mm                                   |
| Planta motriz                |                                             |                                             |
| Motor                        | 392 plg³ (6,4 litros) FirePower V8          | 392 plg³ (6,4 litros) FirePower V8          |
| Mecánica                     |                                             |                                             |
| Transmisión                  | 3-marchas TorqueFlite A488 automática       | 3-marchas TorqueFlite A488 automática       |
| Otros modelos                |                                             |                                             |
| Relacionado                  | DeSoto Adventurer                           | DeSoto Adventurer                           |
| Predecesor                   | Chrysler Windsor                            | Chrysler Windsor                            |
| Sucesor                      | Chrysler 300 non-letter series              | Chrysler 300 non-letter series              |
| [ editar datos en Wikidata ] |                                             |                                             |

## 1955 C-300
Curiosamente, el primer modelo de la serie no llevaba una letra asignada, pero puede considerarse retroactivamente como el '300A'. La designación 'C-' con un número consecutivo se aplicaba a todos los modelos de Chrysler; pero debido a motivos comerciales, la serie saltó más de 225 números para reforzar aún más la visibilidad de los 300 CV de potencia de su motor. El C-300 era un coche de carreras destinado a los circuitos NASCAR que se vendía como un modelo de carretera para obtener su homologación, con el motor más potente de Chrysler, el FirePower V8 de 331 plg³ (5,4 L) "hemi" (debido a la forma hemisférica de las cámaras de combustión), equipado con carburadores gemelos de cuatro cuerpos, una configuración de árbol de levas con perfil de competición, elevadores de válvulas rígidos, suspensión más dura y un sistema de escape de alto rendimiento. Para 1956, este sería el primer automóvil estadounidense producido en serie en superar los 355 HP (264,7 kW), y los "serie con letra" serían durante muchos años los automóviles más potentes producidos en los Estados Unidos.
El estilo "Forward Look" del automóvil se puede atribuir tanto al inventario de repuestos de Chrysler como al diseñador Virgil Exner. La configuración frontal, incluida la parrilla, se tomó del Imperial del mismo año, pero el resto del coche no parecía un Imperial. La sección media era de un New Yorker de techo duro, con el cuarto trasero procedente del Windsor. Exner también incluyó parachoques del modelo base de Chrysler y eliminó muchos elementos exteriores, como las luces de marcha atrás, los adornos del capó, las molduras laterales y los espejos exteriores. Un reloj eléctrico y limpiaparabrisas de dos velocidades eran estándar. Había pocas opciones disponibles, incluida la selección de tres colores exteriores (rojo, blanco y negro) y solo un color de interior de cuero marrón. Las ventanas y los asientos eléctricos estaban disponibles en 1955, pero no así el aire acondicionado.
Capaz de alcanzar 127,58 mph (205,32 km/h) en la milla lanzada, y con buenos resultados en la NASCAR, el C-300 despertó un interés que no se reflejó en su modesta cifra de ventas, de tan solo 1725 unidades.
Cuando el C300 compitió en la NASCAR, se pintó para anunciar que era el "coche de serie más rápido del mundo".

## 1956 300B
El 300B de 1956 era bastante similar externamente (aunque se distinguía por el nuevo tratamiento de la aleta trasera), pero con motores más grandes, y una opción de dos versiones del Hemi V8 de 354 plg³ (5,8 L) que producía 340 caballos (253,5 kW) o 355 caballos (264,7 kW). También se presentó una versión similar, el DeSoto Adventurer, que era menos lujoso, pero aún compartía gran parte de la mecánica, lo que le dio a la gama de DeSoto un modelo de rendimiento mejorado. Se vendieron un total de 1102 ejemplares. El rendimiento fue mejor que el del año anterior, alcanzando una velocidad máxima de casi 140 mph (225 km/h). El espacio para las piernas delante era de 44,6 pulgadas (113,3 cm). Otra novedad era el reproductor de discos fonográficos Highway Hi-Fi.
Con el motor opcional de 354 plg³ (5,8 L) y 355 HP (264,7 kW), el 300B se convirtió en el primer automóvil estadounidense en producir 1 caballo de fuerza por pulgada cúbica, adelantándose un año a Chevrolet y su 283 plg³ (4,6 L) con inyección de combustible.

## 1957 300C
El modelo de 1957, el 300C fue rediseñado, presentando una parrilla delantera ancha "bostezando" y aletas traseras más grandes. El motor Hemi se actualizó a 392 plg³ (6,4 L) con 375 HP (279,6 kW), o como una versión de 390 HP (290,8 kW) de edición limitada (18 construidas). Un modelo convertible estuvo disponible por primera vez. El automóvil presentaba emblemas '300C' rojos, blancos y azules en los lados, el capó, el maletero y el interior. Se construyeron un total de 1918 cupés y 484 convertibles. El aire acondicionado era una opción por 495 dólares.
| Chrysler 300D                | Chrysler 300D                               | Chrysler 300D                               |
| ---------------------------- | ------------------------------------------- | ------------------------------------------- |
| 1958 Chrysler 300D           |                                             |                                             |
| Datos generales              |                                             |                                             |
| Fabricante                   | Stellantis North America                    | Stellantis North America                    |
| Período                      | - 1958 - 809 producidos                     | - 1958 - 809 producidos                     |
| Configuración                |                                             |                                             |
| Carrocerías                  | - 2-puertas hardtop - 2-puertas convertible | - 2-puertas hardtop - 2-puertas convertible |
| Dimensiones                  |                                             |                                             |
| Longitud                     | 5588,0 mm                                   | 5588,0 mm                                   |
| Anchura                      | 2001,5 mm                                   | 2001,5 mm                                   |
| Distancia entre ejes         | 3200,4 mm                                   | 3200,4 mm                                   |
| Planta motriz                |                                             |                                             |
| Motor                        | 392 plg³ (6,4 litros) FirePower V8          | 392 plg³ (6,4 litros) FirePower V8          |
| Otros modelos                |                                             |                                             |
| Relacionado                  | DeSoto Adventurer                           | DeSoto Adventurer                           |
| Predecesor                   | Chrysler Windsor                            | Chrysler Windsor                            |
| Sucesor                      | Chrysler 300 non-letter series              | Chrysler 300 non-letter series              |
| [ editar datos en Wikidata ] |                                             |                                             |

| Chrysler 300E                | Chrysler 300E                               | Chrysler 300E                               |
| ---------------------------- | ------------------------------------------- | ------------------------------------------- |
| 1959 Chrysler 300E           |                                             |                                             |
| Datos generales              |                                             |                                             |
| Fabricante                   | Stellantis North America                    | Stellantis North America                    |
| Período                      | - 1959 - 647 producidos                     | - 1959 - 647 producidos                     |
| Configuración                |                                             |                                             |
| Carrocerías                  | - 2-puertas hardtop - 2-puertas convertible | - 2-puertas hardtop - 2-puertas convertible |
| Dimensiones                  |                                             |                                             |
| Longitud                     | 5610,9 mm                                   | 5610,9 mm                                   |
| Distancia entre ejes         | 3200,4 mm                                   | 3200,4 mm                                   |
| Planta motriz                |                                             |                                             |
| Motor                        | 413 plg³ (6,8 litros) Golden Lion V8        | 413 plg³ (6,8 litros) Golden Lion V8        |
| Otros modelos                |                                             |                                             |
| Relacionado                  | DeSoto Adventurer                           | DeSoto Adventurer                           |
| Predecesor                   | Chrysler Windsor                            | Chrysler Windsor                            |
| Sucesor                      | Chrysler 300 non-letter series              | Chrysler 300 non-letter series              |
| [ editar datos en Wikidata ] |                                             |                                             |

| Chrysler 300F                | Chrysler 300F                                                                 | Chrysler 300F                                                                 |
| ---------------------------- | ----------------------------------------------------------------------------- | ----------------------------------------------------------------------------- |
| 1960 Chrysler 300F Hardtop   |                                                                               |                                                                               |
| Datos generales              |                                                                               |                                                                               |
| Fabricante                   | Stellantis North America                                                      | Stellantis North America                                                      |
| Período                      | - 1960 - 1217 producidos                                                      | - 1960 - 1217 producidos                                                      |
| Configuración                |                                                                               |                                                                               |
| Carrocerías                  | - 2-puertas hardtop - 2-puertas convertible                                   | - 2-puertas hardtop - 2-puertas convertible                                   |
| Dimensiones                  |                                                                               |                                                                               |
| Longitud                     | 5577,8 mm                                                                     | 5577,8 mm                                                                     |
| Anchura                      | 2016,8 mm                                                                     | 2016,8 mm                                                                     |
| Distancia entre ejes         | 3200,4 mm                                                                     | 3200,4 mm                                                                     |
| Planta motriz                |                                                                               |                                                                               |
| Motor                        | 413 plg³ (6,8 litros) RB V8                                                   | 413 plg³ (6,8 litros) RB V8                                                   |
| Mecánica                     |                                                                               |                                                                               |
| Transmisión                  | - 3-marchas automática - 4-marchas Pont-à-Mousson manual (racing bajo pedido) | - 3-marchas automática - 4-marchas Pont-à-Mousson manual (racing bajo pedido) |
| Otros modelos                |                                                                               |                                                                               |
| Relacionado                  | DeSoto Adventurer                                                             | DeSoto Adventurer                                                             |
| Predecesor                   | Chrysler Windsor                                                              | Chrysler Windsor                                                              |
| Sucesor                      | Chrysler 300 non-letter series                                                | Chrysler 300 non-letter series                                                |
| [ editar datos en Wikidata ] |                                                                               |                                                                               |

## 1958 300D
El modelo de 1958 iba a ser el último uso del FirePower Hemi en el 300. El motor del 300Dseguía siendo de 392 plg³ (6,4 L), pero ajustado a 380 HP (283,4 kW) como estándar. Treinta y cinco unidades se construyeron con inyección de combustible con un rendimiento de 390 HP (290,8 kW), pero el sistema era problemático y la mayoría de los coches pronto lo reemplazaron con la configuración estándar de doble carburador de cuatro cuerpos. Un 300D alcanzó 156,387 mph (251,681 km/h) en el Salar de Bonneville ese año. Se produjeron un total de 618 unidades con techo rígido y 191 convertibles, en parte debido a una recesión.

## 1959 300E
El modelo de 1959, el 300E, vio los motores Hemi reemplazados por el nuevo motor V8 con culata en cuña Golden Lion de Chrysler con una cilindrada de 413 plg³ (6,8 L) (que Chrysler llamó "corazón de león"). La potencia de salida se mantuvo prácticamente igual en 380 HP (283,4 kW). Las ventas totales incluyeron 522 cupés y 125 convertibles. Los asientos giratorios venían de serie.

## 1960 300F

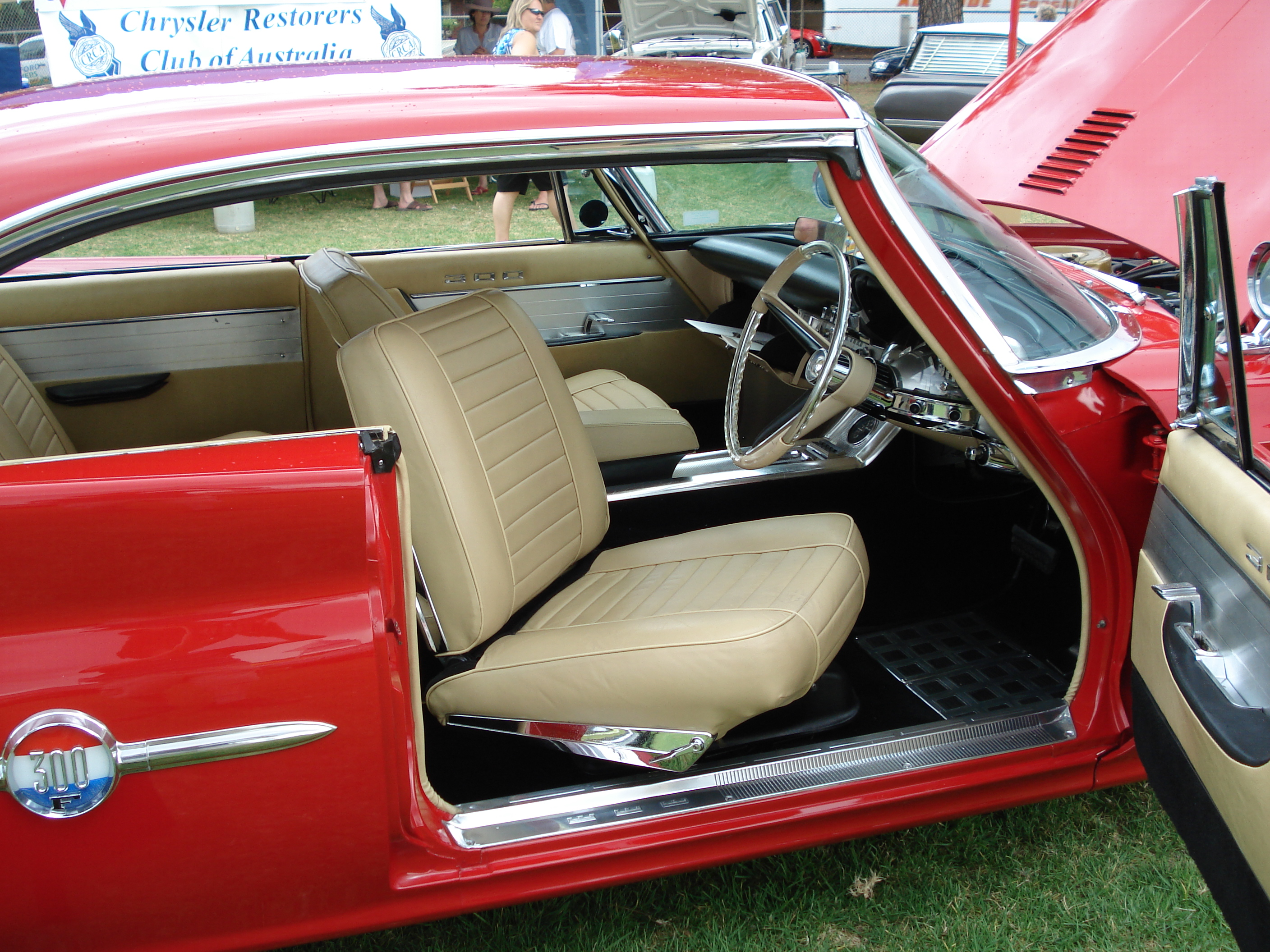
El 300F incluía asientos delanteros giratorios como equipo de serie

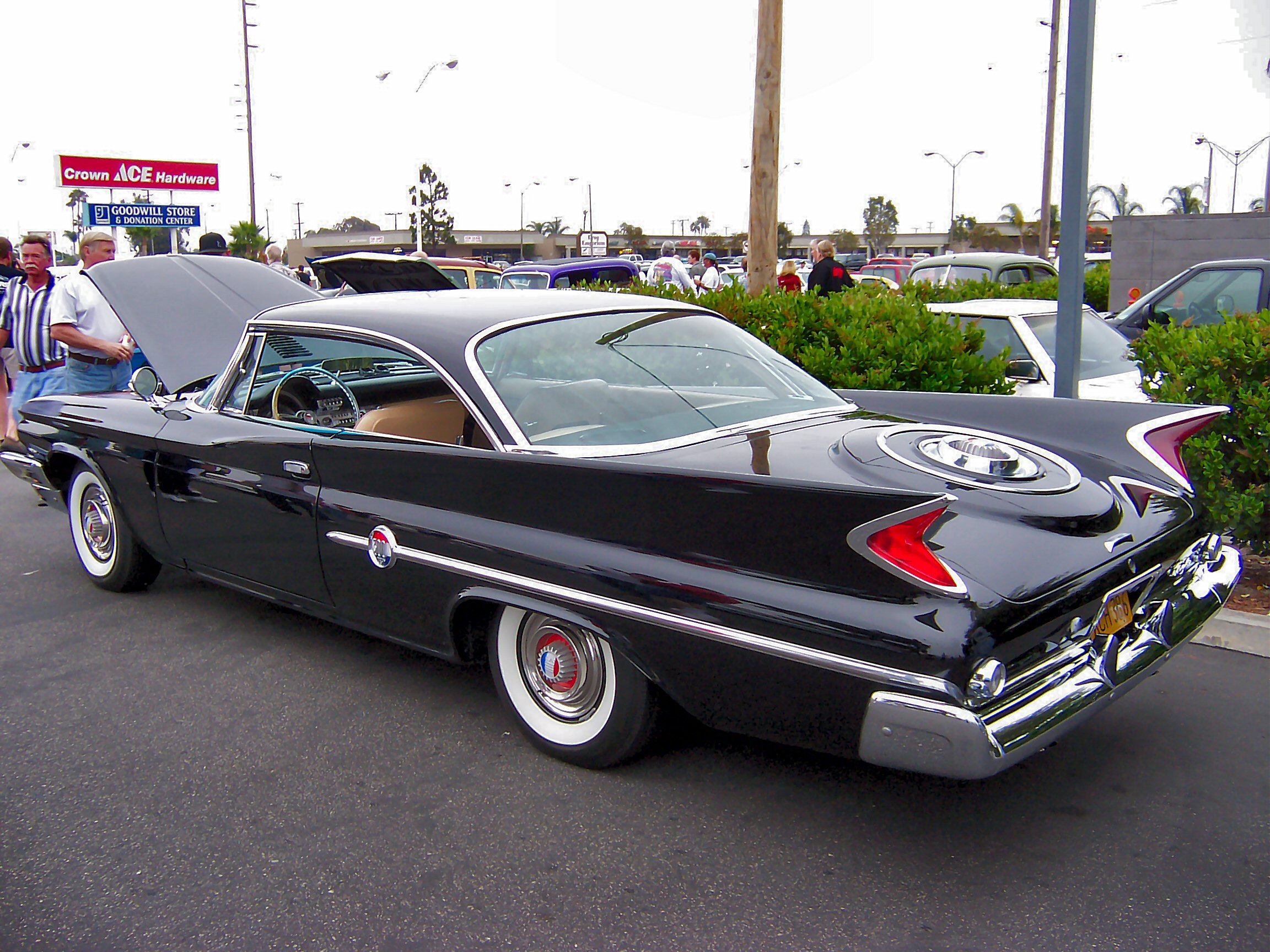
Chrysler 300F Hardtop

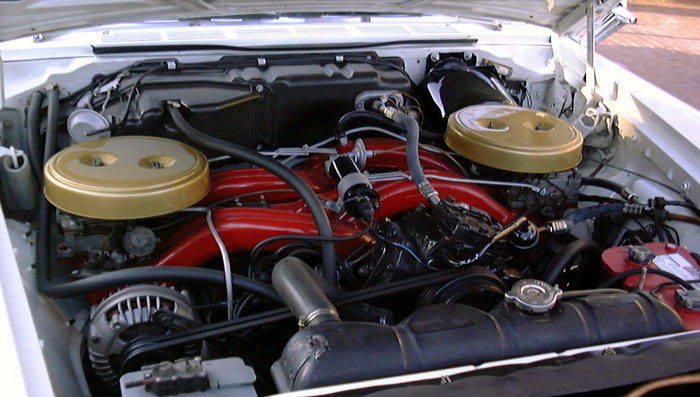
Motor cross-ram de un Chrysler 300F

En 1960, el 300F introdujo un nuevo motor Wedge de 413 plg³ (6,8 L) que entregaba 375 HP (380,2 CV) en forma estándar. Para aumentar la potencia a bajas y medias revoluciones por minuto, se derivó un colector de admisión especial de "pistón cruzado". En lugar del colector de admisión central de un motor V8 normal con carburadores en la parte superior, el pistón cruzado consistía en dos pares de tubos largos de 30 plg (762 mm) sincronizados que se entrecruzaban para que cada conjunto alimentara el lado opuesto del motor. Los carburadores y filtros de aire colgaban de los lados del motor sobre los huecos del guardabarros. Estos tubos largos se ajustaron para que las resonancias en la columna de aire ayudaran a forzar la entrada de aire en los cilindros a esas velocidades del motor. También eran nuevos los cuatro asientos individuales de cuero tipo butaca con una consola completa desde el tablero hasta el respaldo del asiento trasero. Los asientos delanteros giratorios fueron equipados de serie.
Se produjo una versión especial de 400 HP (405,5 CV) de "ariete corto" para la competición; en el que la parte ajustada de las tomas medía solo 15 plg (381 mm) de largo (aunque la longitud total del tubo se mantuvo en 30"), por lo que el efecto de resonancia se producía a velocidades del motor más altas. Solo se fabricaron 15 coches de "ariete corto", también equipados con las exóticas pero a menudo problemáticas transmisiones manuales francesas Pont-a-Mousson de 4 velocidades desarrolladas para el Facel Vega con motor Chrysler. Se sabe que se conservan 4 de estos "GT especiales", incluidos uno convertible y otro con aire acondicionado. Se estima que originalmente se produjeron 15.
La carrocería también se rehízo para 1960, utilizando la nueva construcción ligera monocasco de Chrysler, y se le dio un estilo más definido con aletas inclinadas hacia afuera que estaban separadas visualmente de los lados. La tapa del maletero recordaba al "asiento de un inodoro", lo que contribuyó a generar una opinión degradante del 300F, siendo el diseño de la tapa eliminado después de este año de producción.
Las ventas aumentaron a 969 cupés y 248 convertibles.
| Chrysler 300G                | Chrysler 300G                                                                                          | Chrysler 300G                                                                                          |
| ---------------------------- | --- | --- |
| 1961 Chrysler 300G           | | |
| Datos generales              | | |
| Fabricante                   | Stellantis North America                                                                               | Stellantis North America                                                                               |
| Período                      | 1961                                                                                                   | 1961                                                                                                   |
| Configuración                | | |
| Carrocerías                  | - 2-puertas cupé - 2-puertas convertible                                                               | - 2-puertas cupé - 2-puertas convertible                                                               |
| Dimensiones                  | | |
| Longitud                     | 5582,9 mm                                                                                              | 5582,9 mm                                                                                              |
| Anchura                      | 2016,8 mm                                                                                              | 2016,8 mm                                                                                              |
| Distancia entre ejes         | 3200,4 mm                                                                                              | 3200,4 mm                                                                                              |
| Planta motriz                | | |
| Motor                        | 413 plg³ (6,8 litros) RB V8                                                                            | 413 plg³ (6,8 litros) RB V8                                                                            |
| Mecánica                     | | |
| Transmisión                  | - 3-marchas manual - 3-marchas TorqueFlite automática - 3-marchas "Code 281" manual (race/bajo pedido) | - 3-marchas manual - 3-marchas TorqueFlite automática - 3-marchas "Code 281" manual (race/bajo pedido) |
| Otros modelos                | | |
| Predecesor                   | Chrysler Windsor                                                                                       | Chrysler Windsor                                                                                       |
| Sucesor                      | Chrysler 300 non-letter series                                                                         | Chrysler 300 non-letter series                                                                         |
| [ editar datos en Wikidata ] | | |

| Chrysler 300H                | Chrysler 300H                             | Chrysler 300H                             |
| ---------------------------- | ----------------------------------------- | ----------------------------------------- |
| 1962 Chrysler 300H           |                                           |                                           |
| Datos generales              |                                           |                                           |
| Fabricante                   | Stellantis North America                  | Stellantis North America                  |
| Período                      | - 1962 - 570 producidos                   | - 1962 - 570 producidos                   |
| Configuración                |                                           |                                           |
| Carrocerías                  | - 2-puertas cupé - 2-puertas descapotable | - 2-puertas cupé - 2-puertas descapotable |
| Dimensiones                  |                                           |                                           |
| Longitud                     | 5458,5 mm                                 | 5458,5 mm                                 |
| Anchura                      | 2016,8 mm                                 | 2016,8 mm                                 |
| Distancia entre ejes         | 3098,8 mm                                 | 3098,8 mm                                 |
| Planta motriz                |                                           |                                           |
| Motor                        | 413 plg³ (6,8 litros) RB V8               | 413 plg³ (6,8 litros) RB V8               |
| Mecánica                     |                                           |                                           |
| Transmisión                  | 3-marchas automática                      | 3-marchas automática                      |
| Otros modelos                |                                           |                                           |
| Predecesor                   | Chrysler Windsor                          | Chrysler Windsor                          |
| Sucesor                      | Chrysler 300 non-letter series            | Chrysler 300 non-letter series            |
| [ editar datos en Wikidata ] |                                           |                                           |

| Chrysler 300J                | Chrysler 300J                  | Chrysler 300J                  |
| ---------------------------- | ------------------------------ | ------------------------------ |
| 1963 Chrysler 300J           |                                |                                |
| Datos generales              |                                |                                |
| Fabricante                   | Stellantis North America       | Stellantis North America       |
| Período                      | - 1963 - 400 producidos        | - 1963 - 400 producidos        |
| Configuración                |                                |                                |
| Carrocerías                  | 2-puertas cupé                 | 2-puertas cupé                 |
| Dimensiones                  |                                |                                |
| Longitud                     | 5473,7 mm                      | 5473,7 mm                      |
| Anchura                      | 2006,6 mm                      | 2006,6 mm                      |
| Distancia entre ejes         | 3098,8 mm                      | 3098,8 mm                      |
| Planta motriz                |                                |                                |
| Motor                        | 413 plg³ (6,8 litros) RB V8    | 413 plg³ (6,8 litros) RB V8    |
| Mecánica                     |                                |                                |
| Transmisión                  | 3-marchas automática           | 3-marchas automática           |
| Otros modelos                |                                |                                |
| Predecesor                   | Chrysler Windsor               | Chrysler Windsor               |
| Sucesor                      | Chrysler 300 non-letter series | Chrysler 300 non-letter series |
| [ editar datos en Wikidata ] |                                |                                |

## 1961 300G
El 300G de 1961 vio otro cambio de estilo. La rejilla, antes más ancha en la parte inferior que en la parte superior, estaba invertida; los faros cuádruples, anteriormente uno al lado del otro, estaban dispuestos en ángulo, hacia adentro en la parte inferior, de una manera que recordaba al Lincoln de 1958-1960, el Buick de 1959 y el cupé Rolls-Royce Silver Cloud Mulliner Park Ward de 1963-1966. Las pequeñas luces de estacionamiento debajo de los faros también estaban inclinadas y en forma de V, y el parachoques delantero estaba inclinado hacia arriba en cada extremo. En la parte trasera, las luces se movieron desde las aletas hasta la cola debajo de ellas, y las aletas se hicieron más puntiagudas. Las ventanas eléctricas eran de serie.
Mecánicamente, los motores de "ariete corto" y "ariete largo" de flujo cruzado siguieron siendo los mismos, aunque la costosa transmisión manual francesa se abandonó y se reemplazó por una transmisión manual Chrysler de competición, más fiable y aún más cara (conocida como 'código de opción 281'). Actualmente solo hay cinco coches con esta transmisión. Es posible que las unidades con código 281 se hayan construido para la Milla Lanzada de Daytona de 1961, aunque al igual que los especiales de la serie F de 1960, Chrysler no mantuvo registros específicos. A diferencia de los 300F Specials (que se sacaron aleatoriamente de la línea de producción y se actualizaron para la Milla Lanzada), los 300G tenían un código de construcción específico (281).

## 1962 300H
En el 300H de 1962 desaparecieron las aletas, al igual que la condición de modelo único de los Chrysler con letra. Se desarrollaron los 300 Sport Series (que incluían un modelo de techo rígido y cuatro puertas, junto con uno de techo rígido de dos puertas y un convertible), además del 300H. Externamente, había poca diferencia entre el 300H y los 300 Sport Series (excepto por una insignia "300H" en el lado del conductor del maletero), y muchas de las características del 300H se podían pedir como opciones en los otros modelos. Bajo el capó del 300H, el motor de ariete cruzado se convirtió en una opción, y hubo un regreso a la configuración del carburador doble de 4 cuerpos en línea del 300E como el motor de base. Con un ligero aumento de potencia y una carrocería 300 lb (136,1 kg) más liviana, el 300H era más rápido que el 300G, pero la pérdida de exclusividad junto con los altos precios hicieron de este modelo el más lento de ventas hasta la fecha, con tan solo 435 cupés y 135 convertibles vendidos. La serie regular 300 (sin letra) usaba un motor B de 383 plg³ (6,3 L).
Todos los 300 de 1962 usaron la carrocería Chrysler Newport/Dodge 880 con distancia entre ejes de 122 pulgadas (309,9 cm), más corta que la de las versiones anteriores.

## 1963 300J
Un nuevo cambio de estilo se introdujo en el 300J de 1963 (se omitió la letra "I" para evitar la confusión con el número "1"), que dejó el automóvil con un aspecto más suave aunque con ángulos pronunciados propio de los años 1960. Compartido con las series Newport y New Yorker, este diseño de carrocería fue el último concebido bajo el mandato de Virgil Exner como jefe de estilo de Chrysler). El convertible de la serie con letra se abandonó, dejando el techo rígido. El único motor disponible era el V8 con golpe de aiete de 413 plg³ (6,8 L), con un aumento de 10 HP (10,1 CV) respecto al año anterior. Un interior rediseñado y más suntuoso presentaba un volante curiosamente cuadrado. El 300J era más rápido que el 300H estándar del año anterior, con una velocidad máxima de 142 mph (228,5 km/h), 8.0 segundos de 0-60 mph, y un cuarto de milla desde parado de 15,8 segundos con una velocidad terminal de 89 mph (143,2 km/h). Las ventas fueron especialmente bajas, con solo 400 automóviles producidos. En cuanto al 300 sin letra, el 300 convertible apareció como coche de seguridad oficial de la carrera de las 500 millas de Indianápolis de 1963. La dirección asistida era de serie.
| Chrysler 300K                | Chrysler 300K                                | Chrysler 300K                                |
| ---------------------------- | -------------------------------------------- | -------------------------------------------- |
| 1964 Chrysler 300K           |                                              |                                              |
| Datos generales              |                                              |                                              |
| Fabricante                   | Stellantis North America                     | Stellantis North America                     |
| Período                      | - 1964 - 3647 producidos                     | - 1964 - 3647 producidos                     |
| Configuración                |                                              |                                              |
| Carrocerías                  | - 2-puertas hardtop - 2-puertas descapotable | - 2-puertas hardtop - 2-puertas descapotable |
| Dimensiones                  |                                              |                                              |
| Longitud                     | 5473,7 mm                                    | 5473,7 mm                                    |
| Anchura                      | 2032,0 mm                                    | 2032,0 mm                                    |
| Distancia entre ejes         | 3098,8 mm                                    | 3098,8 mm                                    |
| Planta motriz                |                                              |                                              |
| Motor                        | 413 plg³ (6,8 litros) RB V8                  | 413 plg³ (6,8 litros) RB V8                  |
| Mecánica                     |                                              |                                              |
| Transmisión                  | - 3-marchas automática - 4-marchas manual    | - 3-marchas automática - 4-marchas manual    |
| Otros modelos                |                                              |                                              |
| Predecesor                   | Chrysler Windsor                             | Chrysler Windsor                             |
| Sucesor                      | Chrysler 300 non-letter series               | Chrysler 300 non-letter series               |
| [ editar datos en Wikidata ] |                                              |                                              |

| Chrysler 300L                  | Chrysler 300L                                         | Chrysler 300L                                         |
| ------------------------------ | ----------------------------------------------------- | ----------------------------------------------------- |
| 1965 Chrysler 300L Convertible |                                                       |                                                       |
| Datos generales                |                                                       |                                                       |
| Fabricante                     | Stellantis North America                              | Stellantis North America                              |
| Período                        | - 1965 - 2845 producidos                              | - 1965 - 2845 producidos                              |
| Configuración                  |                                                       |                                                       |
| Carrocerías                    | - 2-puertas hardtop - 2-puertas descapotable          | - 2-puertas hardtop - 2-puertas descapotable          |
| Dimensiones                    |                                                       |                                                       |
| Longitud                       | 5542,3 mm                                             | 5542,3 mm                                             |
| Anchura                        | 2019,3 mm                                             | 2019,3 mm                                             |
| Distancia entre ejes           | 3149,6 mm                                             | 3149,6 mm                                             |
| Planta motriz                  |                                                       |                                                       |
| Motor                          | 413 plg³ (6,8 litros) RB V8                           | 413 plg³ (6,8 litros) RB V8                           |
| Mecánica                       |                                                       |                                                       |
| Transmisión                    | - 3-marchas TorqueFlite automática - 4-marchas manual | - 3-marchas TorqueFlite automática - 4-marchas manual |
| Otros modelos                  |                                                       |                                                       |
| Predecesor                     | Chrysler Windsor                                      | Chrysler Windsor                                      |
| Sucesor                        | Chrysler 300 non-letter series                        | Chrysler 300 non-letter series                        |
| [ editar datos en Wikidata ]   |                                                       |                                                       |

| Hurst 300                    | Hurst 300                                | Hurst 300                                |
| ---------------------------- | ---------------------------------------- | ---------------------------------------- |
| 1970 Chrysler Hurst 300      |                                          |                                          |
| Datos generales              |                                          |                                          |
| Fabricante                   | Stellantis North America                 | Stellantis North America                 |
| Período                      | - 1970 - 501 producidos                  | - 1970 - 501 producidos                  |
| Configuración                |                                          |                                          |
| Carrocerías                  | - 2-puertas cupé - 2-puertas convertible | - 2-puertas cupé - 2-puertas convertible |
| Planta motriz                |                                          |                                          |
| Motor                        | 440 plg³ (7,2 litros) TNT V8             | 440 plg³ (7,2 litros) TNT V8             |
| Mecánica                     |                                          |                                          |
| Transmisión                  | 3-marchas Torqueflite A727 automática    | 3-marchas Torqueflite A727 automática    |
| Otros modelos                |                                          |                                          |
| Predecesor                   | Chrysler Windsor                         | Chrysler Windsor                         |
| Sucesor                      | Chrysler 300 non-letter series           | Chrysler 300 non-letter series           |
| [ editar datos en Wikidata ] |                                          |                                          |

## 1964 300K
El convertible regresó para el 300K de 1964, pero el motor "cross-ram" se convirtió en una opción de costo adicional disponible solo en el 300K. Un Wedge de 413 plg³ (6,8 L) con un solo carburador Cárter AFB 3614S de 4 cuerpos, un colector de admisión regular y 360 HP (268,5 kW) era el nuevo motor estándar. La tapicería de cuero tampoco era estándar. Todo esto redujo el precio de referencia en más de mil dólares, y las ventas respondieron con el total más grande de la historia; 3022 cupés y 625 descapotables. La consola central también era de serie.

## 1965 300L

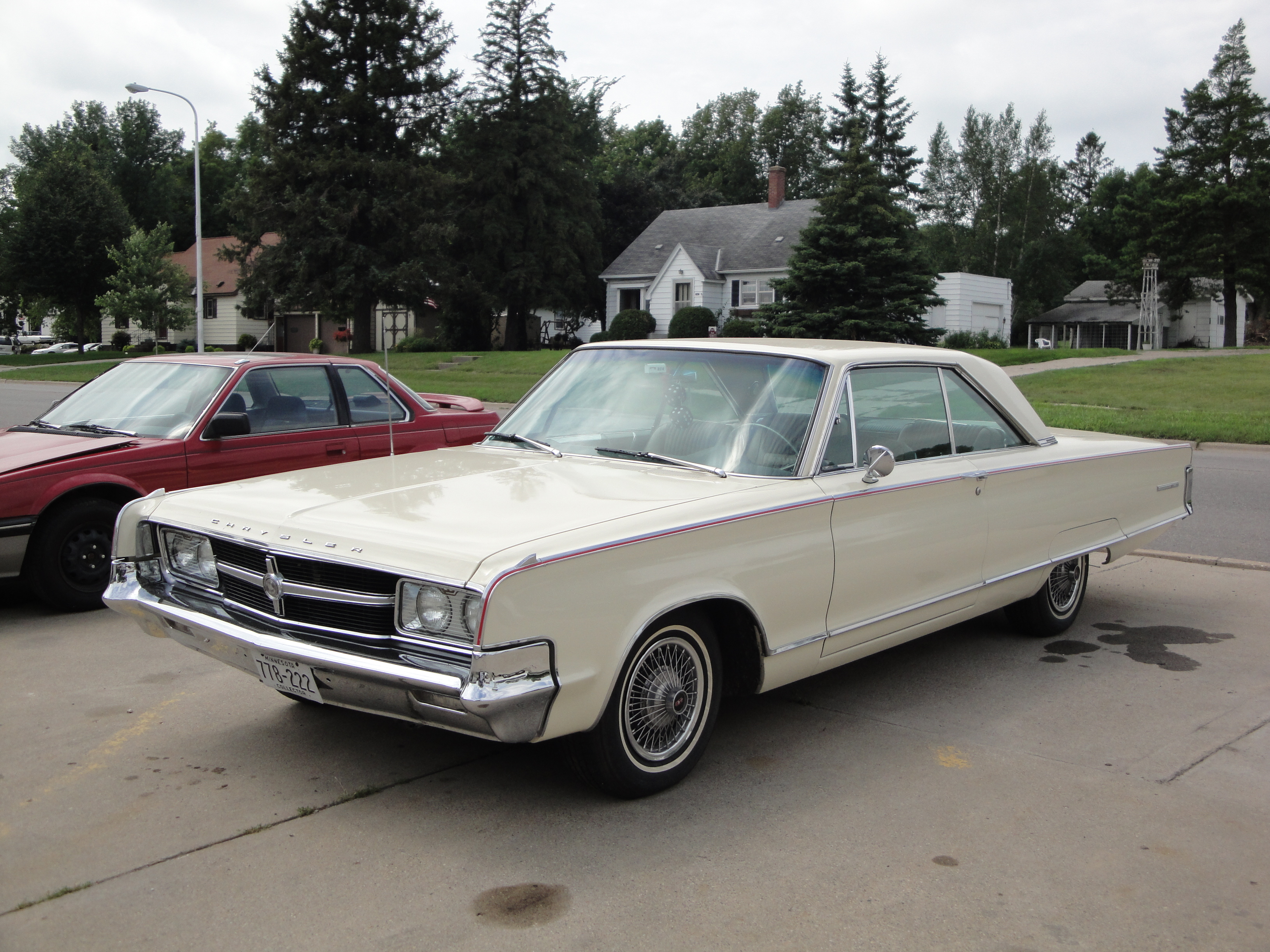
1965 300L 2-puertas Hardtop

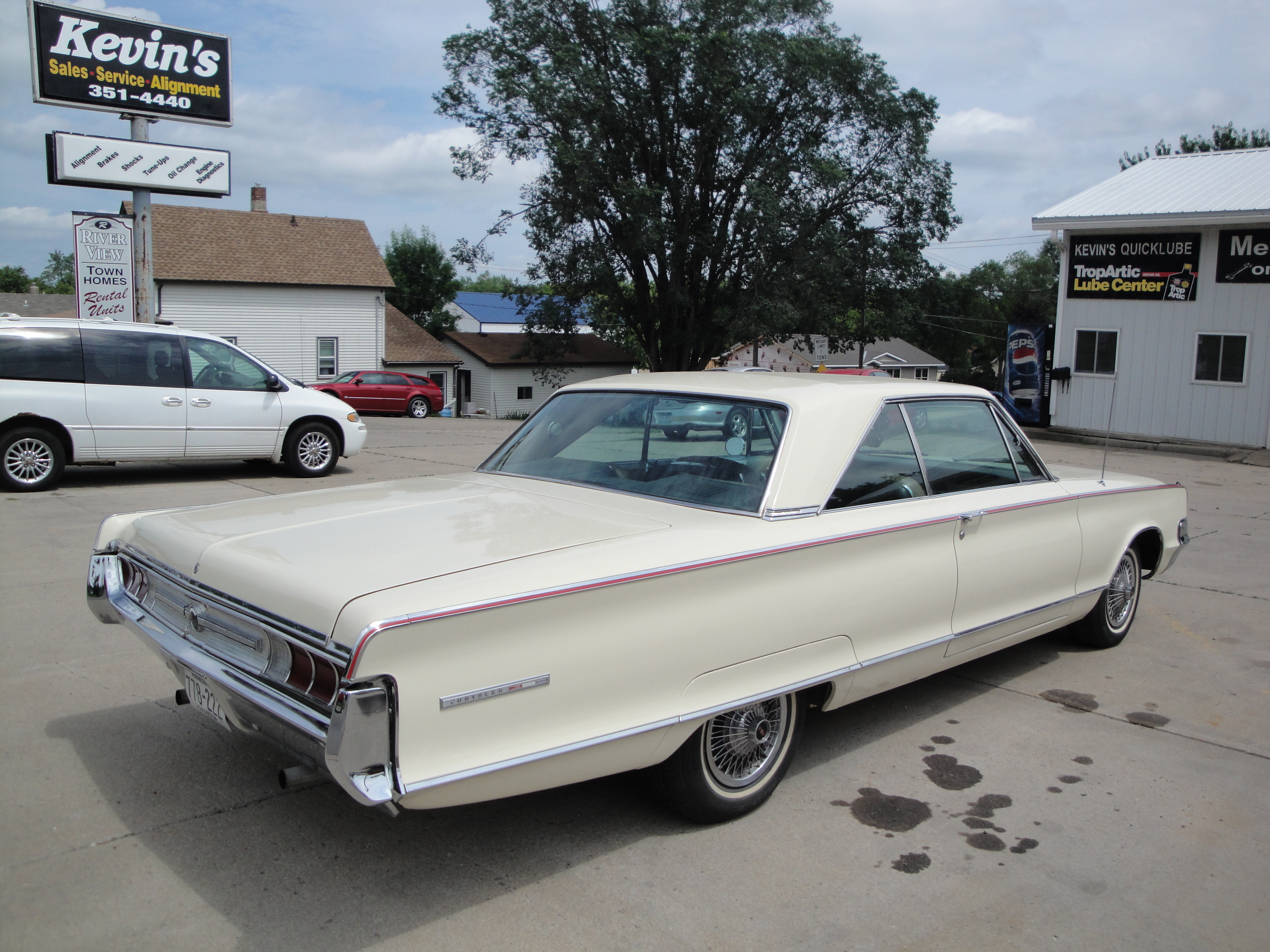
1965 300L 2-puertas Hardtop

El 300L de 1965 fue el undécimo y último modelo de la serie de letras. Como cualquier otro Chrysler de 1965, presentaba una carrocería completamente rediseñada con líneas nítidas, lados planos y ventanillas altas que fueron presentados por Elwood Engel, sucesor de Virgil Exner como jefe de estilo de Chrysler. Era un aspecto lineal y el parabrisas panorámico que se había utilizado desde 1957 fue abandonado. El coche había aumentado dos pulgadas de distancia entre ejes y tres pulgadas de longitud total. Se encontraban disponibles los estilos de carrocería hardtop de 2 puertas (con líneas de pliegue en la chapa del techo para el entonces popular "aspecto convertible") y descapotable de 2 puertas. El motor cross-ram de 390 hp había sido abandonado, dejando el RB de 413 plg³ (6,8 L) con colector de admisión regular, carburación simple de 4 cuerpos, filtro de aire sin silenciador, árbol de levas especial y escape doble como la única opción de motor, que rendía 360 HP (268 kW; 365 CV), como en el año anterior. El comprador podía elegir entre la transmisión TorqueFlite automática estándar de 3 velocidades y la opción sin costo de transmisión manual de 4 velocidades con varillaje Hurst. Todas las funciones del 300L se podían solicitar como una opción en el 300 normal; por lo tanto, la única diferencia en la práctica era la ornamentación exclusiva de 300L. Consistía en medallones redondos con el rótulo "300L" situado en el centro de la estrella de la rejilla fundida a presión y en el medio de la aplicación de aluminio texturizado entre las luces traseras, una moldura de línea de cintura de longitud completa llena de pintura roja y una moldura rectangular de fundición a presión, con la "Insignia del 300" en los guardabarros traseros.
Probado por la revista de automóviles Motor Trend, un modelo de techo rígido de dos puertas 300L equipado con TorqueFlite, aceleró desde 0 a 60 mph (0 a 97 km/h) en 8.8 segundos y cubrió el cuarto de milla en 17.3 segundos, con una velocidad terminal de 82 mph (132 km/h). Se produjeron un total de 2405 ejemplares de techo duro y 440 convertibles.

## 1966 300M
Con la intención de devolver la serie 300 con letra a sus raíces, Chrysler presentó el 300M de 1966 como una maqueta de arcilla en octubre de 1963. El exterior era similar al del 300L, excepto en que el 300M tenía cubiertas de rueda tipo spinner con un medallón "300M" en el centro, así como otro medallón "300M" en la tapa del maletero. Las luces delanteras se trasladaron a la barra central de la parrilla y se ampliaron las señales de giro delanteras. El 300M también tenía rayas de pintura en la línea inferior de la carrocería en lugar de la moldura cromada que se encuentra en los 300 de la serie sin letra, medallones "300M" en los lados, insignias con la inscripción "Three Hundred" y luces traseras y biseles únicos. Se planearon adornos de faros de tres radios, pero se eliminaron debido a problemas legales en algunos estados. El interior era idéntico al de la serie 300 sin letra, excepto por los medallones "300M". Se planeó que el 300M fuera propulsado por el motor 426 Wedge, capaz de rendir 365 HP (370,1 CV). Esta primera propuesta del 300M se canceló en noviembre de 1964 "para simplificar la programación y reducir la complejidad de la factoría". Pero en 1965 se recuperó de nuevo el 300M, esta vez impulsado por el motor 426 Hemi de 425 HP (430,9 CV) y una producción planificada de 4298 unidades, de las que 500 iban a tener el motor Hemi, una opción de 1250 dólares. Los coches Hemi también contarían con un medallón "Hemi 7 litros" de doble cara. Esta propuesta también fue cancelada, ya que los Chrysler 300 de series con letra habían perdido su prestigio y exclusividad, convertidos simplemente en serie 300 sin letra con distintivos de letra. El nombre 300M no se volvería a utilizar hasta 1999.

## 1970 Hurst 300
El Hurst 300 de 1970 carece del sufijo de una sola letra de sus antepasados y apareció cinco años después del último Chrysler de una serie con letra, el 300L. Muchos historiadores del automóvil no incluyen el Hurst 300 como un modelo de las series con letra. Sin embargo, el concepto del automóvil en caja con el de sus antecesores con letra, ya que era una variante de alto rendimiento del 300 de lujo, construido con accesorios del fabricante de repuestos Hurst Performance. Se estima que solo se han construido 501 unidades de este modelo.
Los Hurst 300 eran todos de dos puertas y compartían un esquema de pintura blanca y dorada similar a los modelos Hurst Oldsmobile y Pontiac de la época. El capó y la tapa del maletero (con un deflector moldeado) son de fibra de vidrio. Todos los Hurst 300 tenían interiores de cuero color canela satinado que salían directamente del Imperial y se podían adquirir con el cambio automático 727 montado en la columna del volante o en la consola. Todos venían con el motor V8 de 375 HP (380,2 CV) y 440 plg³ (7,2 L) de 4 cilindros TNT.
De las 501 unidades vendidas, se documenta que un convertible se usó como un automóvil promocional de Hurst y se cree que otro ejemplar, también convertible, fue equipado por un concesionario con un motor Hemi de 426 plg³ (7 L).

## Coleccionismo
Todos los coches originales de la serie con letra se consideran desde 2005 coches de colección, pero los modelos de los primeros años son los más buscados. El C-300 y el 300B, especialmente los ejemplares rojo/granate, se están convirtiendo cada vez más en algunos de los modelos más valiosos de todos los coches de alto rendimiento de la década de 1950 debido a su estilo exquisito, alto rendimiento y rareza. Los convertibles 300C a 300G son los más deseados en cuanto a precio debido a su escasez y rareza; la aparición de los Chrysler 300 sin letra en 1962 hace que las series con letras posteriores parezcan menos especiales y menos deseables para los coleccionistas.
En una subasta celebrada en Robson Estate, en Gainesville (Georgia), el 13 de noviembre de 2010, el único convertible 300F de 1960 equipado con motor 400 HP (298 kW) de fábrica y transmisión Pont-a-Mousson de 4 velocidades se vendió por 437.250 dólares.
En 1991 se ideó un prototipo llamado Chrysler 300. Presentaba una carrocería de automóvil deportivo y un motor Viper, pero nunca llegó a producirse en serie.
El nombre de la serie 300 con letra resucitó en 1999 en el Chrysler 300M; pero es el 300C 2005 el modelo más cercano al original, con su tracción trasera y el motor V8, que una vez más lleva el nombre "Hemi".